# Mostek
Mostek (deutsch Mastig) ist eine Gemeinde in Tschechien. Sie liegt 16 Kilometer südwestlich von Trutnov und gehört zum Okres Trutnov.

## Geographie
Der Ort befindet sich rechtsseitig des durch die Talsperre Les Království gefluteten Elbtals im Tal des Baches Borecký potok im Königreichwald. Im Nordosten erheben sich die Stěna (500 m) und der Bradlo (519 m), östlich der Labský vrch (486 m) und im Süden die Zvičina (671 m).
Nachbarorte sind Zadní Mostek im Norden, Debrné und Horní Debrné im Nordosten, Starobucké Debrné und Hájemství im Osten, Přední Mostek, Josefská Výšina und Dolní Brusnice im Südosten, Horní Brusnice im Süden, Mostecké Lázně im Südwesten, Staňkov im Westen sowie Klebš und Borovnička im Nordwesten.

## Geschichte
Seit dem frühen 13. Jahrhundert befand sich auf dem Berg Bradlo eine Burg der Deutschordensritter, die um 1325 erloschen ist. Die erste urkundliche Erwähnung von Mostek stammt aus dem Jahre 1545, damalige Besitzerin des Ortes war Katharina von Popovice. In der berní rula sind 1654 für Mostek lediglich sechs Häusler verzeichnet, von denen fünf der Herrschaft Nové Zámky und einer dem Gut Bílé Poličany untertänig waren.
Bis zur Ablösung der Patrimonialherrschaften im Jahre 1848 gehörte Mostek zur vereinigten Herrschaft Hostinné-Nové Zámky und wurde dann zum Ortsteil der Gemeinde Anseith, während Vordermastig und Hintermastig die Gemeinde Königreich IV / Království IV bildeten. Oberdöberney war mit Hegerbusch zur Gemeinde Königreich II / Království II vereinigt. 1858 erfolgte der Bau der Eisenbahn zwischen Pardubitz und Reichenberg, an der in Mastig eine Bahnstation eingerichtet wurde, die bis 1870 das ganze Gebiet bis Arnau erschloss. 1885 gründete Adolf Mandl eine Baumwollspinnerei, und im Jahre 1900 nahm eine Dampfsäge den Betrieb auf. 1902 hatte der Ort 1174 Einwohner, die fast alle der deutschen Volksgruppe angehörten. 1925 löste sich Mastig von Anseith, das deutlich weniger Einwohner hatte, los und wurde zu einer selbstständigen Gemeinde, zu der Vorder- und Hintermastig hinzukamen. Dadurch wurde die Gemeinde Königreich IV aufgelöst.
1939 lebten in Mastig 1026 Menschen. Nach dem Münchner Abkommen wurde der Ort ins Deutsche Reich eingegliedert und kam zum Landkreis Hohenelbe. Während des Zweiten Weltkrieges entstanden zwei Kriegsgefangenenlager, in denen Russen, Briten und Franzosen interniert waren. Nach Kriegsende wurde Mostek Teil des Okres Vrchlabí; die deutschen Bewohner wurden bis auf 21 Personen vertrieben. 1946 hatte Mostek 920 Einwohner. Am 1. Januar 1949 kam Mostek zum Okres Dvůr Králové nad Labem, der 1960 wieder aufgelöst wurde. Mostek wurde in den Okres Trutnov eingegliedert und im selben Jahre wurden Souvrať und Debrné eingemeindet. 1979 kamen noch Horní Brusnice und Borovnice hinzu. Die Orte Horní Brusnice, Borovnička und Borovnice lösten sich 1990 los und wurden selbständig.

## Gemeindegliederung
Die Gemeinde Mostek besteht aus den Ortsteilen Debrné (Oels-Döberney), Mostek (Mastig), Souvrať (Anseith) und Zadní Mostek (Hintermastig). Zu Mostek gehören weiterhin die Ansiedlungen Dvoračky (Burghöfel), Horní Debrné (Oberdöberney), Josefská Výšina (Josefshöhe), Mostecké lázně (Bad Mastig) und Přední Mostek (Vordermastig).

## Söhne und Töchter der Gemeinde
- Vinzenz Hampel (1880–1955), deutscher Pädagoge und Musiker, Komponist des Riesengebirgslieds